# ريفالدو كوريا
ريفالدو كوريا (بالإسبانية: Rivaldo Correa)‏ هو لاعب كرة قدم كولومبي في مركز مهاجم ‏، ولد في 7 سبتمبر 1999 في سانتا مارتا في كولومبيا. لعب مع ريونيغرو أغيلاس.

## وصلات خارجية
- ريفالدو كوريا على موقع قاعدة بيانات كرة القدم.إي يو (الإنجليزية)
- ريفالدو كوريا على موقع Soccerway.com (الإنجليزية)
- ريفالدو كوريا على موقع عالم كرة القدم.نت (الإنجليزية)